# Swanomia brevimandibulata
Swanomia brevimandibulata är en mossdjursart som först beskrevs av Moyano 1969.  Swanomia brevimandibulata ingår i släktet Swanomia och familjen Cellariidae. Inga underarter finns listade i Catalogue of Life.